# Haninge
Haninge is een Zweedse gemeente in Södermanland. De gemeente behoort tot de provincie Stockholms län. Ze heeft een totale oppervlakte van 2173,7 km² en telde 93.282 inwoners in 2020.

## Plaatsen
- Västerhaninge
- Jordbro
- Dalarö
- Väländan
- Muskö
- Dåntorp
- Hammarskogen
- Hemfosa

## Verkeer en vervoer
Bij de plaats lopen de Riksväg 73 en Länsväg 260.

## Geboren
- Fredrik Reinfeldt (1965), politicus (premier 2006-heden)
- Stefan Nystrand (1981), zwemmer
- Adam Pålsson (1988), acteur en muzikant